# حق بازگشت فلسطینیان
حق بازگشت فلسطینیان به حق قانونی ساکنان سرزمین فلسطین اشاره دارد که فلسطینیانی که به هر دلیلی از سال ۱۹۸۴ میلادی به بعد، از میهن خود بیرون شده یا بیرون رفته‌باشند، می‌توانند سرزمین و خانه‌ای که پیش از آن در آنجا می‌زیسته‌اند بازگردند.
این حق رسماً در قطعنامه ۱۹۴ سازمان ملل به رسمیت شناخته شده است.
75 سال پس از نکبه - واقعه ای که زندگی فلسطینی ها را در هم شکست و ارتباط اجدادی آنها را با سرزمینشان در طول تشکیل دولت اسرائیل قطع کرد. از آن زمان، آنها آوارگی اجباری، سلب مالکیت، و سلب حق رای را تحمل کرده اند و حقوق آنها برای تعیین سرنوشت، استرداد و غرامت مکرراً انکار شده است. برای فلسطینی‌ها، آوارگی اجباری برای نسل‌ها بخشی از زندگی آنها شده است، که به سال‌های 1947 تا 1949 بازمی‌گردد، زمانی که بیش از 750000 فلسطینی مجبور به فرار از قتل‌عام‌ها و اخراج‌های دسته جمعی و انتقال اجباری در زمان تولد دولت اسرائیل شدند. اکثریت آنها همراه با فرزندانشان هنوز در کشورهای همسایه اردن، لبنان و سوریه هستند، در حالی که 40 درصد آنها از سال 1967 در نوار غزه و کرانه باختری از جمله بیت المقدس شرقی تحت اشغال هستند.
اسرائیل در جریان درگیری 1947-1949 قوانین بین المللی را با اخراج غیرنظامیان فلسطینی یا متعاقباً خودداری از بازگرداندن آوارگان فلسطینی نقض کرد.اسرائیل دست به پاکسازی قومی غیرقانونی زد و با قوانین بین‌المللی برای آوارگان آواره در جریان نکبه مخالفت کرد. اما نکته قابل توجه این مساله است که اسرائیل، تجاوزات اعراب و تصمیمات یکجانبه ساکنان عرب را عامل فرار پناهندگان می داند و تاکید می کند که قوانین بین المللی هیچ حقی برای پناهندگان برای بازگشت به اسرائیل قائل نیست. در صورتی که حق بازگشت آوارگان فلسطینی بارها توسط مجمع عمومی سازمان ملل تأیید شده است، از جمله در قطعنامه 3236، که «همچنین بر حق مسلم فلسطینی ها برای بازگشت به خانه ها و اموالی که از آنجا آواره و ریشه کن شده اند، تأکید می کند. برای بازگشت آنها."حق بازگشت فلسطین توسط سازمان‌های حقوق بشری مانند عفو بین‌الملل نیز به رسمیت شناخته شده است که در سال 2001 بیانیه‌ای درباره این موضوع صادر کرد.عفو بین‌الملل از فلسطینی‌هایی که از اسرائیل، کرانه باختری یا نوار غزه گریخته یا اخراج شده‌اند، به همراه آن دسته از فرزندانشان که پیوندهای واقعی با این منطقه داشته‌اند، می‌خواهد بتوانند از حق بازگشت خود استفاده کنند.
در حال حاضر بیش از 5.2 میلیون پناهنده فلسطینی ثبت نام شده اند. اکثریت قریب به اتفاق در اردن، لبنان، سوریه و سرزمین های اشغالی فلسطین (OPT) زندگی می کنند. اسرائیل حق خود را بر اساس قوانین بین‌المللی برای بازگشت به خانه‌هایی که آنها یا خانواده‌هایشان زمانی در اسرائیل یا OPT زندگی می‌کردند، به رسمیت نشناخته است. در عین حال، آنها هرگز غرامت از دست دادن زمین و دارایی خود را دریافت نکرده اند.
برای فلسطینی ها، حق بازگشت حق مسلمی است که هویت ملی و مبارزه آنها برای آزادی را مشخص می کند. برای یهودیان اسرائیلی، حق بازگشت به عنوان یک تهدید وجودی برای شخصیت یهودی جامعه و موجودیت آنها، تلقی می شود. بنابراین جای تعجب نیست که اسرائیل قوانین بین المللی را نقض میکند و تمام تلاش‌هایی که تاکنون برای برقراری صلح بین اسرائیل و فلسطینی‌ها انجام شده است، نتوانسته است به طور جدی به حق بازگشت آوارگان فلسطینی رسیدگی کند.

## پی‌نوشت و منبع
مشارکت‌کنندگان ویکی‌پدیا. «حق‌العودة الفلسطینی». در دانشنامهٔ ویکی‌پدیای انگلیسی، بازبینی‌شده در ۲ دی ۱۳۹۷.
1. ↑  Web-Arabic، D. P. I. «Right of return of the Palestinian People». Question of Palestine (به انگلیسی). دریافت‌شده در ۲۰۲۵-۰۱-۰۹.
2. ↑  «A Forgotten Detail: The Right of Return was a Condition of the Establishment of the State of Israel». Opinio Juris (به انگلیسی). ۲۰۲۴-۰۳-۱۱. دریافت‌شده در ۲۰۲۵-۰۱-۰۹.
3. ↑  «The 1948 Palestinian Refugees and the Individual Right of Return».
4. ↑  "Right of return of Palestinian refugees must be prioritised over political considerations: UN experts". OHCHR (به انگلیسی). Retrieved 2025-01-09.
5. ↑  Herman, Jonnea (2020-04-28). "Neither Intractable nor Unique: A Practical Solution for Palestinian Right of Return". The Century Foundation (به انگلیسی). Retrieved 2025-01-09.
6. ↑  Boling، Gail J. «Palestinian Refugees and the Right of Return: An International Law Analysis».
7. ↑  «In Targeting UNRWA, Israel Aims to Destroy the Right of Return». The Cairo Review of Global Affairs (به انگلیسی). ۲۰۲۴-۰۶-۱۳. دریافت‌شده در ۲۰۲۵-۰۱-۰۹.
8. ↑  Kent، Andrew. «Evaluating the Palestinians' Claimed Right of Return».
9. ↑  Albadawi، Sobhi. «Is the right of return still desirable and sacred among Palestinian refugees?».
10. ↑  IMEU. "Fact Sheet: Palestinian Refugees & The Right of Return Under International Law | IMEU". imeu.org (به انگلیسی). Retrieved 2025-01-09.
11. ↑  LeVine, Mark. "Why Palestinians have a right to return home". Al Jazeera (به انگلیسی). Retrieved 2025-01-09.
12. ↑  Yglesias, Matthew. "Palestinian right of return matters". www.slowboring.com (به انگلیسی). Retrieved 2025-01-09.
13. ↑  N. Rouhana، Nadim؛ Peled، Yoav. «Transitional Justice and the Right of Return of the Palestinian Refugees».